# Respiração pela boca
Respiração pela boca se refere ao estado de inalação e exalação do ar através da boca. Mas isso pode prejudicar o sistema respiratório, uma vez que o certo seja respirar pelo nariz e a boca desviar o oxigênio do local de própria destinação.